# Windsor (Virginia)
Windsor is een plaats (town) in de Amerikaanse staat Virginia, en valt bestuurlijk gezien onder Isle of Wight County.

## Demografie
Bij de volkstelling in 2000 werd het aantal inwoners vastgesteld op 916.
In 2006 is het aantal inwoners door het United States Census Bureau geschat op 2488, een stijging van 1572 (171,6%).

## Geografie
Volgens het United States Census Bureau beslaat de plaats een oppervlakte van
2,2 km², geheel bestaande uit land. Windsor ligt op ongeveer 22 m boven zeeniveau.

## Plaatsen in de nabije omgeving
De onderstaande figuur toont nabijgelegen plaatsen in een straal van 28 km rond Windsor.